# Pasquale Maglione
Pasquale Maglione (Benevento, 6 febbraio 1978) è un politico italiano.

## Biografia
Laureato in Scienze ambientali con un dottorato di ricerca in Scienze geodetiche e topografiche, è insegnante.
Alle elezioni politiche del 2018 è eletto deputato del Movimento 5 Stelle. È membro dal 2018 della XIII Commissione agricoltura.
Il 21 giugno 2022 abbandona il Movimento per aderire a Insieme per il futuro, a seguito della scissione guidata dal ministro Luigi Di Maio.